# Dantrolene
Dantrolene sódico é um relaxante muscular que age através da abolição de acoplamento excitação-contração nas células musculares, provavelmente por ação do receptor de rianodina. É o único tratamento específico e eficaz para a hipertermia maligna, um distúrbio raro que ameaça a vida desencadeada por anestesia geral. É também usado no tratamento da síndrome neuroléptica maligna, espasticidade muscular (por exemplo, após acidentes vasculares cerebrais, em paraplegia, paralisia cerebral ou pacientes com esclerose múltipla), intoxicação de 3,4-metilenodioximetanfetamina ("ecstasy"), síndrome da serotonina, e envenenamento de 2,4-Dinitrofenol. É comercializado pela JHP Pharmaceuticals LLC como Dantrolen (na América do Norte) e pela Norgine BV como Dantrolen, Dantamacrin, ou Dantrolen (na Europa).

## História
Dantroleno foi descrito pela primeira vez nos periódicos científicos, em 1967, como um dos vários derivados de hidantoína propostos como uma nova classe de relaxante muscular. Dantrolene foi extensivamente melhor desenvolvimento, e sua ação sobre o músculo esquelético foi descrita em detalhes em 1973.
Foi amplamente utilizado no tratamento da espasticidade antes da sua eficácia no tratamento de hipertermia maligna ser descoberta pelo anestesista sul africano Gaisford Harrison e relatado em um artigo de referência em 1975 publicado no British Journal of Anaesthesia. Harrison induziu experimentalmente hipertermia maligna com anestesia geral inalatória, em suínos geneticamente suscetíveis, e obteve uma taxa de sobrevivência de 87,5 por cento, onde sete dos seus oito experimentos sobreviveram após a administração intravenosa de dantrolene. A eficácia do dantrolene em humanos foi posteriormente confirmada em um grande estudo multicêntrico publicado em 1982, e confirmado epidemiologicamente em 1993. Antes do dantrolene, o único tratamento disponível para a hipertermia maligna era a procaína, que foi associada a uma taxa de mortalidade de 60 por cento em modelos animais.

## Mecanismo de ação
Dantroleno deprime acoplamento de excitação-contração do músculo esquelético através da ligação ao receptor de rianodina, e a diminuição da concentração de cálcio intracelular livre.

## Química

Fórmula esquelética de azumolene. O átomo de bromo substituindo o grupo de nitro encontrado no dantrolene pode ser visto no lado esquerdo.

Quimicamente é um derivado de hidantoína, mas não apresenta atividade antiepiléptica tais como outros derivados da hidantoína assim como fenitoína.
A fraca solubilidade em água de dantroleno leva a certas dificuldades na sua utilização. Um análogo mais solúvel em água de dantrolene, azumolene, está em desenvolvimento para indicações semelhantes. Azumolene tem um resíduo de bromo, em vez do grupo de nitro encontrado em dantroleno, e é 30 vezes mais solúvel em água.